# Pseudocatharylla ruwenzorella
Pseudocatharylla ruwenzorella là một loài bướm đêm trong họ Crambidae.